# Ordre de la Gloire maternelle
 (juillet 2025).
L'ordre de la Gloire maternelle (en russe : Орден «Материнская слава») est une distinction qui était décernée en URSS, à partir du 8 juillet 1944 à toutes les mères de sept enfants ou plus.

## Histoire
Le statut de l'ordre est confirmé par la décision soviétique du 18 août 1944 et modifié ultérieurement par des décisions du 16 septembre 1947, du 28 mai 1973 et du 28 mai 1980. Il a été attribué au nom du Præsidium du Soviet suprême de l'URSS par des décrets locaux. L'ordre est divisé en trois classes :
- 1re classe : les mères de neuf enfants ;
- 2e classe : les mères de huit enfants ;
- 3e classe : les mères de sept enfants.

L'ordre est décerné au premier anniversaire du dernier enfant, à condition que les autres enfants, qui ont permis d'atteindre le nombre sanction (enfants naturels ou adoptés) soient tous vivants. Les enfants qui ont péri dans des conditions héroïques, militaires ou autres dans d'autres circonstances respectueuses (y compris les maladies professionnelles), sont également comptabilisés. Cette récompense est créée simultanément avec celle de la Mère héroïque (en russe : Медаль материнства). Le dessinateur des médailles est le peintre Goznaka.
Le premier décret émis pour conférer le prix date du 6 décembre 1944, lorsque la première commande de 1re classe est décernée à 21 femmes, celle de la 2e à 26 et celle de la 3e.

## Récipiendaires
- 1re classe : 753 000 femmes
- 2e classe : 1 508 000 femmes
- 3e classe : 2 786 000 femmes

## Description des médailles
La médaille de la 1re classe mesure 36 mm de haut et 29 mm de large. Dans la partie supérieure de la médaille, il y a un drapeau rouge en émail avec la sentence « Материнская слава » (« Gloire maternelle »). Dessous, on voit le drapeau, avec un bouclier en émail blanc et le sigle « CCCP » (URSS). La partie supérieure du bouclier est décorée d'une étoile à cinq branches et la partie inférieure de la faucille et du marteau. Sur le côté gauche, il y a l'image d'une mère tenant un fils dans ses bras. La partie inférieure de la médaille, le drapeau et les lettres sont de couleur dorée.
La médaille de 2e classe est d'un bleu foncé.

## Source
- (en) Cet article est partiellement ou en totalité issu de l’article de Wikipédia en anglais intitulé « Order of Maternal Glory » (voir la liste des auteurs).